# Campeonato Goiano de Futebol de 1984
O Campeonato Goiano de Futebol de 1984 foi a 41º edição da divisão principal do campeonato estadual de Goiás. O campeão foi o Vila Nova que conquistou seu 11º título na história da competição. O Goiânia foi o vice-campeão.

## Participantes
| Equipe    | Cidade    | Em 1983 | Participação | Títulos             |
| --------- | --------- | ------- | ------------ | ------------------- |
| Anápolis  | Anápolis  | -       | -            | 1 (1965)            |
| Anapolina | Anápolis  | 2º      | -            | 0 (não possui)      |
| Atlético  | Goiânia   | -       | 41ª          | 7 ( último em 1970) |
| Ceres     | Ceres     | -       | -            | 0 (não possui)      |
| Goianésia | Goianésia | -       | -            | 0 (não possui)      |
| Goiânia   | Goiânia   | 4º      | 41ª          | 14 (último em 74)   |
| Goiás     | Goiânia   | 1º      | 41ª          | 7 (Último em 1983)  |
| Itumbiara | Itumbiara | 3º      | -            | 0 (não possui)      |
| Jataiense | Jataí     | -       | -            | 0 (não possui)      |
| Nacional  | Itumbiara | -       | -            | 0 (não possui)      |
| Rio Verde | Rio Verde | -       | -            | 0 (não possui)      |
| Vila Nova | Goiânia   | -       | -            | 10 (último em 82)   |

## Premiação
| Campeonato Goiano de 1984      |
| Goiânia                        |
| ------------------------------ |
| Vila Nova Campeão (11º título) |